# 城山 (桐生市)
城山（じょうやま）は、群馬県桐生市梅田町にある山。標高361m。柄杓山（ひしゃくやま）とも呼ばれ、山頂に桐生国綱が築いた柄杓山城（桐生城）があった。

## 概要
足尾山地の大形山付近から南東に伸びた支脈の先端部、桐生川の西岸に位置する。北東麓に桐生川支流の下湯沢川、南西麓に西方寺沢が流れている。
南東麓には、桐生国綱が城下の守護神として山根（梅田町一丁目）から遷座した日枝神社があり、境内に国綱が献じた楠群がある。日枝神社の南西に近接する渭雲寺の周辺が居館の跡で、居館や大門といった小字にその名残りがある。南西麓には、国綱が桐生氏の菩提寺として建立した西方寺がある。
群馬県道・栃木県道66号桐生田沼線沿いにおりひめバスの城山入口停留所があり、バス停から山頂まで林道と遊歩道が通じている。山頂付近は花の名所で、山茶花・椿・桜が見られる。